# Бражник В'ячеслав Степанович
Бражник В'ячеслав Степанович (рос. Бражник Вячеслав Степанович; нар. 3 березня 1957, Атбасар, Цілиноградська область, КРСР, СРСР — пом. 14 травня 1986, Москва, РРФСР, СРСР) — машиніст парової турбіни турбінного цеху Чорнобильської АЕС.

## Біографія
Бражник В'ячеслав Степанович народився 3 березня 1957 року у місті Атбасар Целіноградської області. Трудову діяльність на Чорнобильській АЕС розпочав у квітні 1979 року електромонтером електричного цеху, з жовтня 1980 року був переведений у турбінний цех, де працював машиністом-обхідником турбінного устаткування, машиністом парової турбіни.
Одним з перших взяв участь у локалізації аварії, перекривши маслопровід, на якому були розірвані дренажі.
Помер 14 травня 1986 року від променевої хвороби в 6-й Московській клінічній лікарні.

## Нагороди
- Орден «За мужність» III ст. (посмертно) (12 грудня 2008) — за мужність, самовідданість, високий професіоналізм, виявлені під час ліквідації наслідків Чорнобильської катастрофи, вагомі трудові досягнення, активну громадську діяльність[1]

## Вшанування пам'яті
У багатьох містах України є Вулиця Героїв Чорнобиля, до яких належить В'ячеслав Бражник.